# Antoine-Jean Gros
Antoine-Jean Gros (16. března 1771 Paříž – 25. června 1835 Meudon) byl francouzský malíř portrétů, bitevních a mytologických scén období klasicismu a preromantismu. Proslavil se jako dvorní malíř Napoleona Bonaparta a byl povýšen do šlechtického stavu. Stal se vzorem pro následující generaci francouzských malířů romantismu, Théodora Géricaulta a Eugèna Delacroixe.

## Život

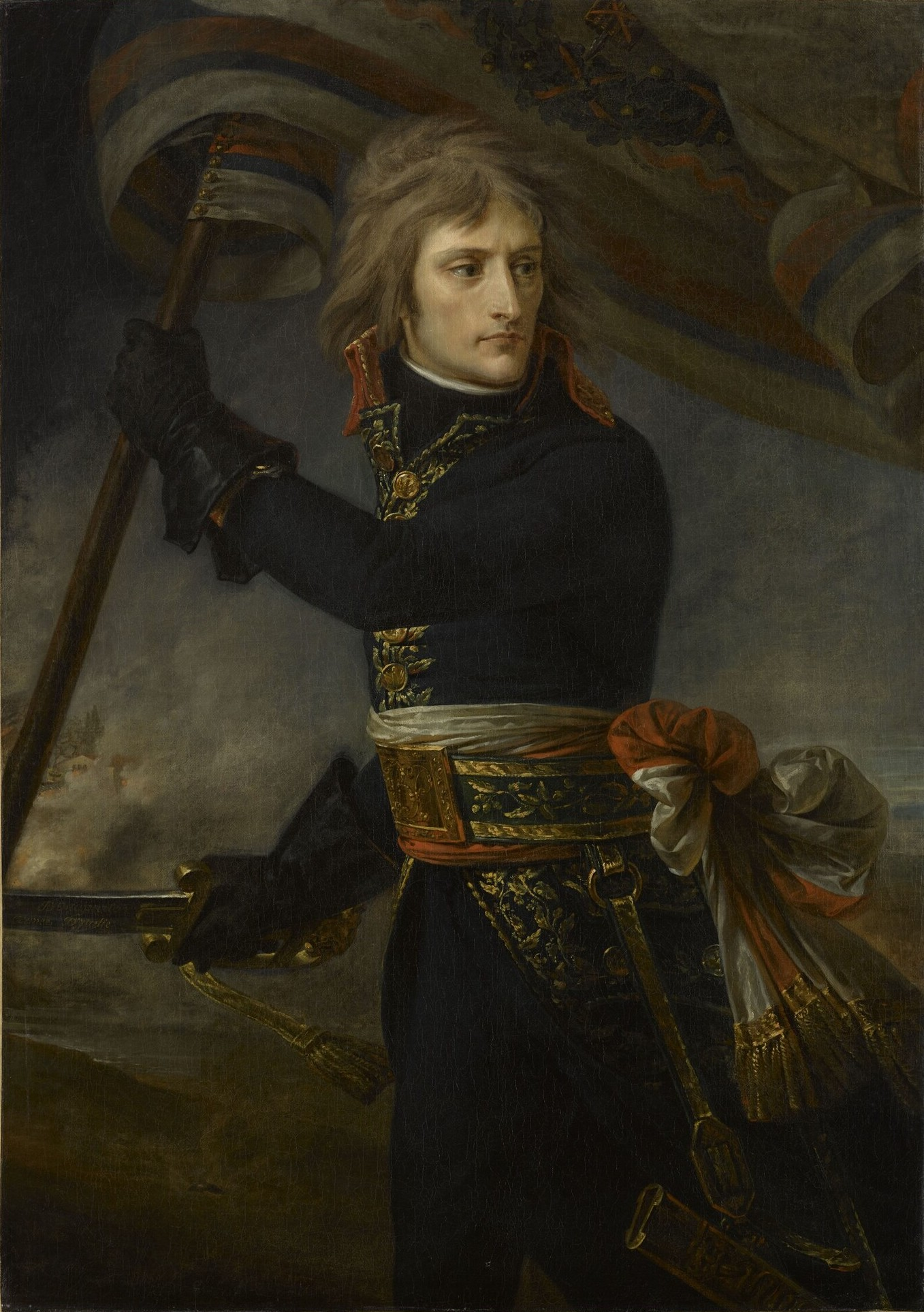
Napoleon v bitvě na Arcolském mostě, 1796

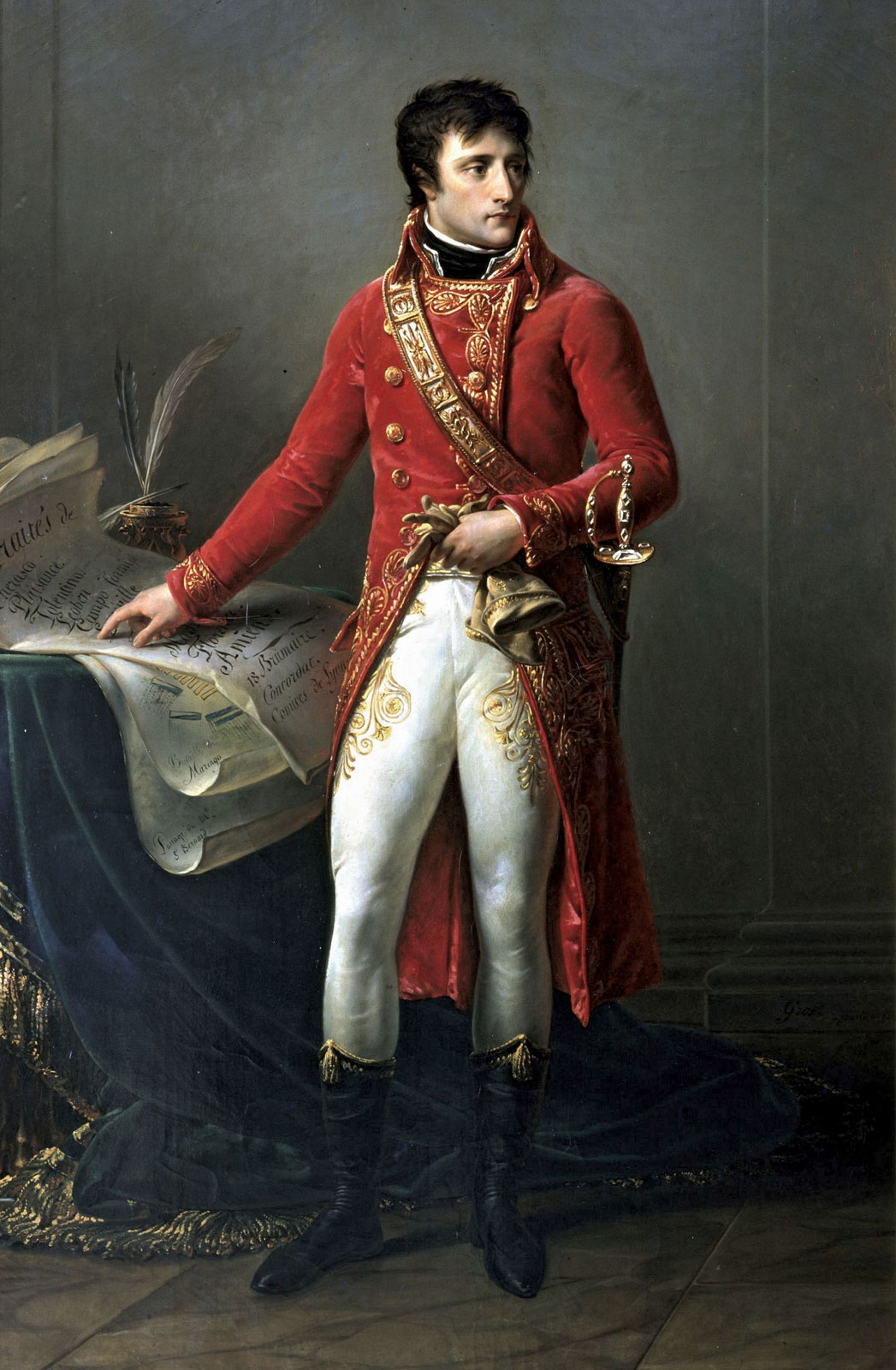
Napoleon jako první konzul, 1801

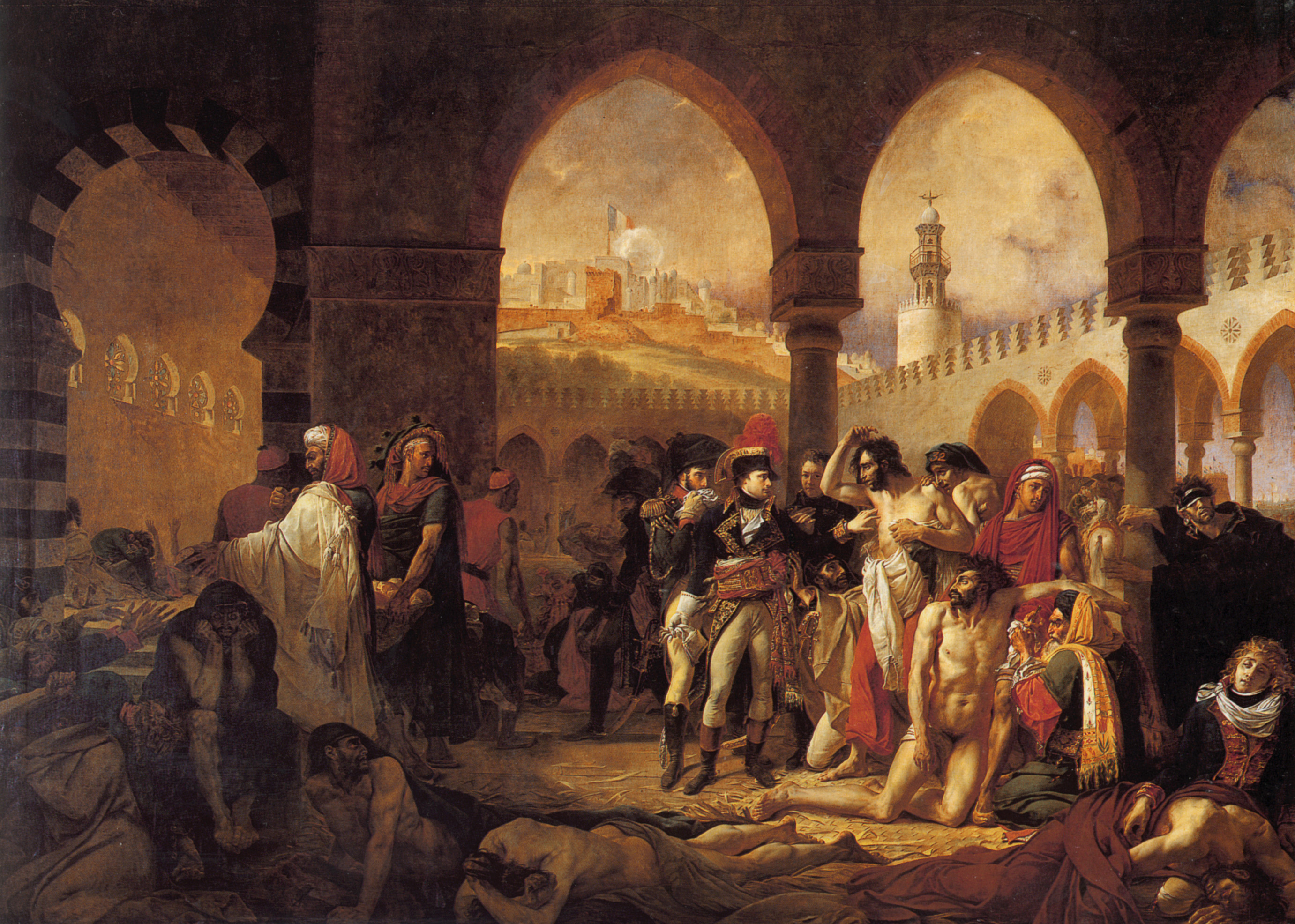
Napoleon navštěvuje oběti moru v Jaffě, 1804

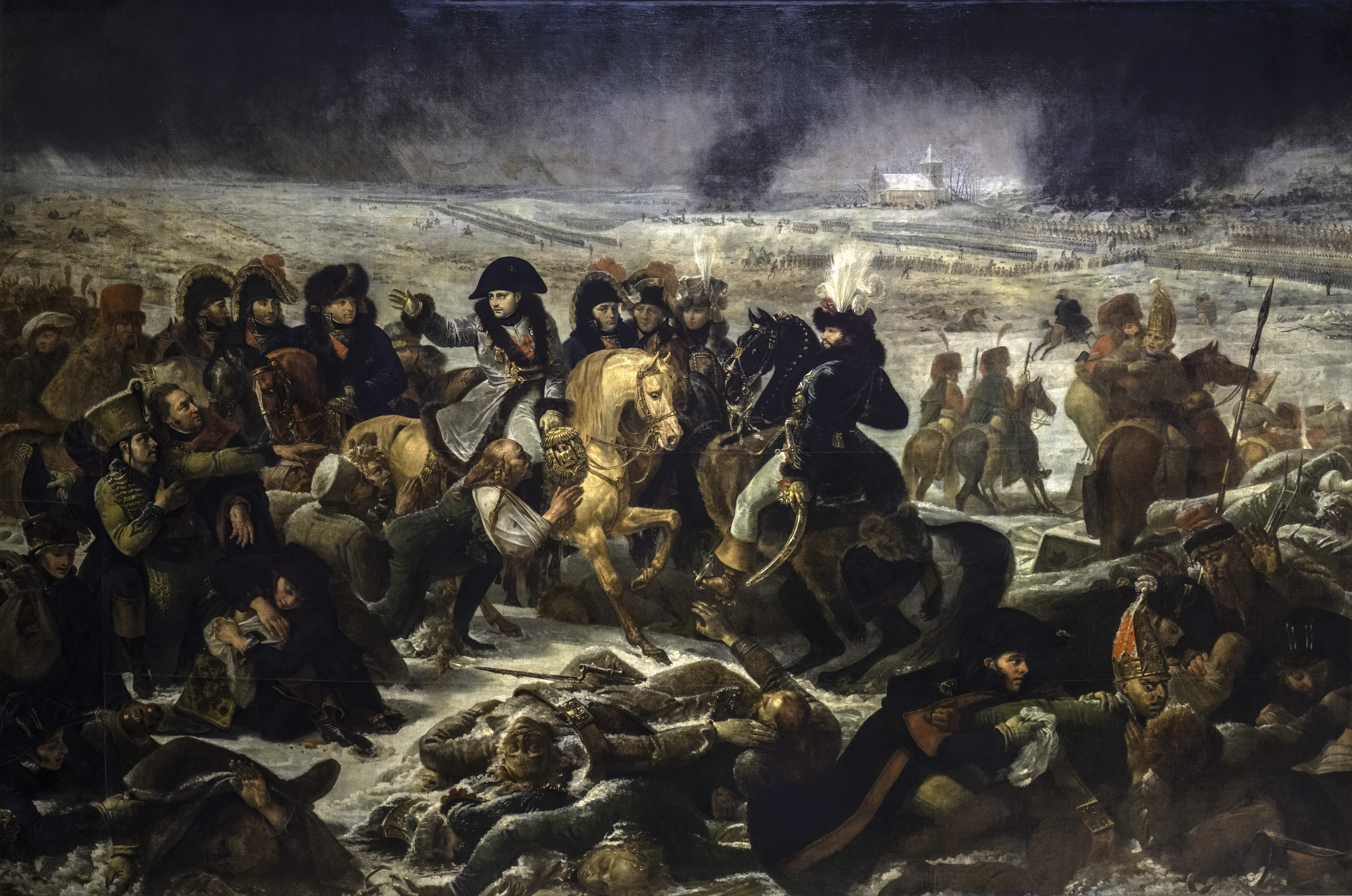
Napoleon v bitvě u Jílového, 1807

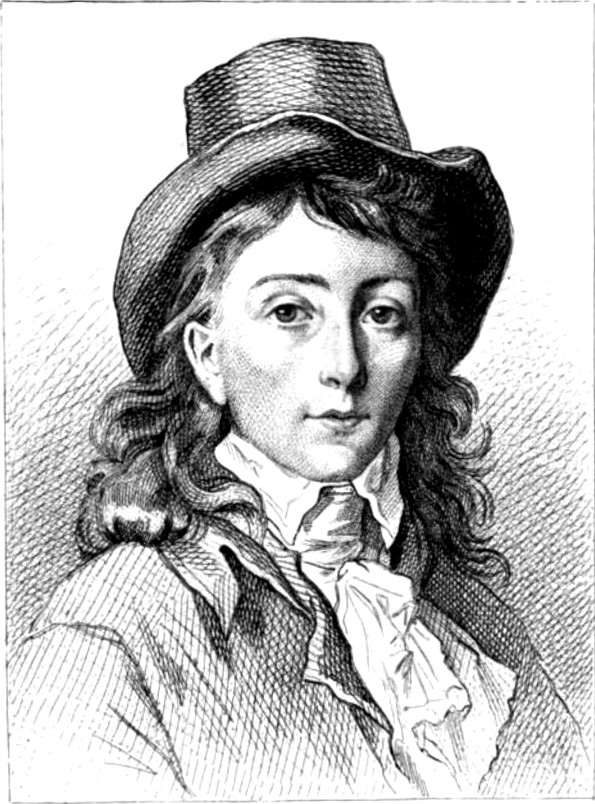
Portrét dvacetiletého Antoina-Jeana Grose od Françoise Gérarda

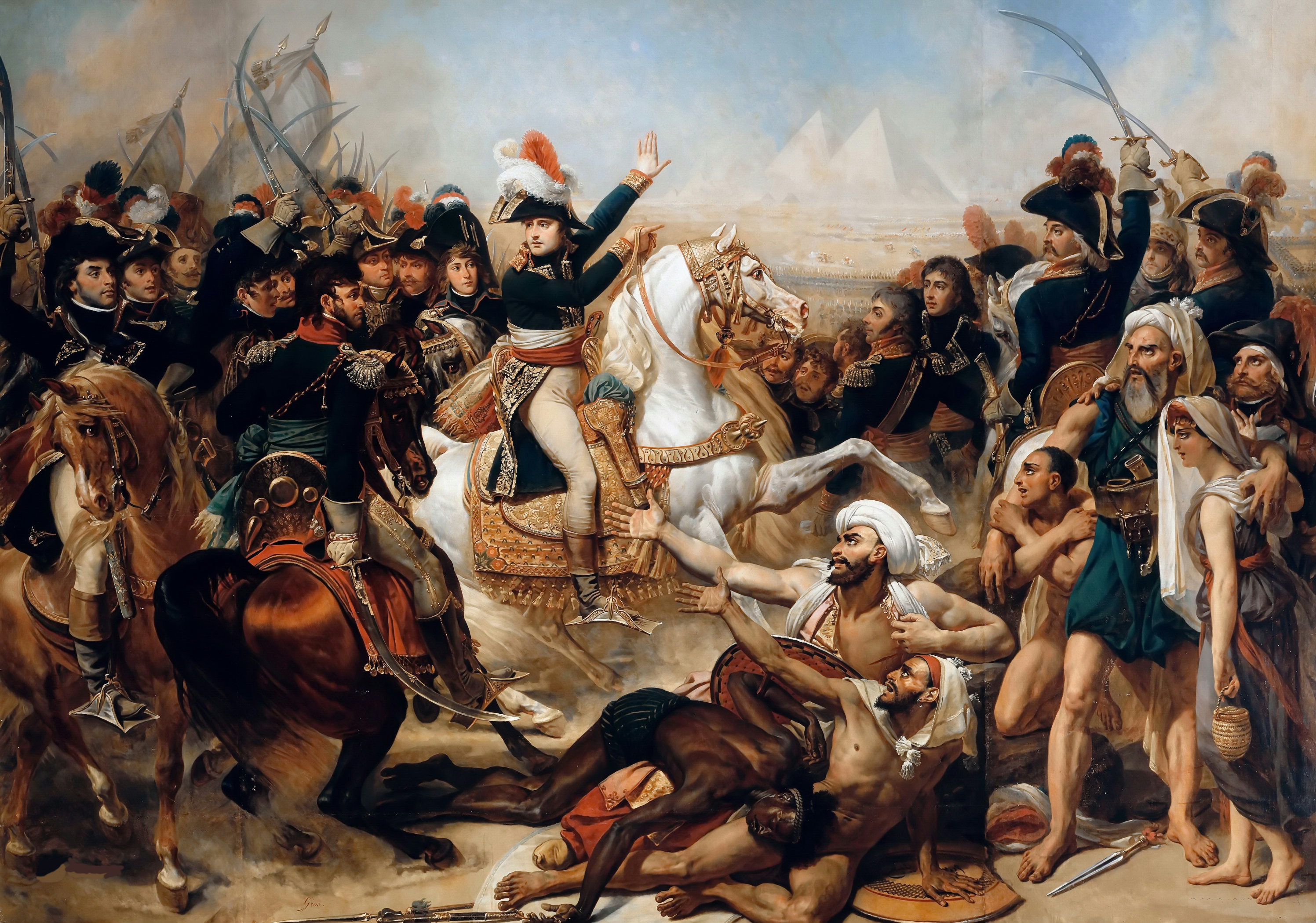
Napoleon u pyramid v roce 1798, 1810

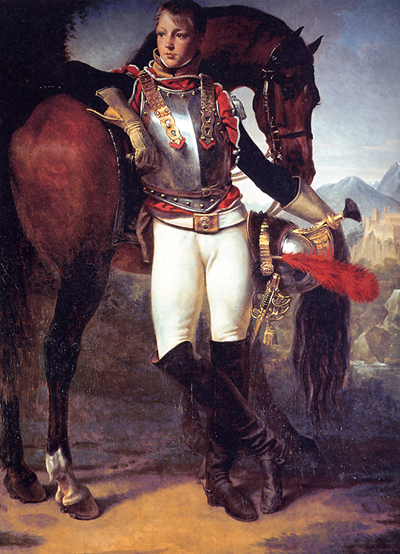
Poručík Charles Legrand, asi 1810

Gros se narodil v Paříži jako syn Jeana-Antoina Grose (1745–1831), malíře miniatur, rytce, obchodníka s uměním a sběratele umění z Toulouse, a malířky Pierrette-Madeleine-Cécile Durandové (1745–1831), sestry malíře miniatur a kreslíře Antoina Duranda. Od šesti let se učil malovat a kreslit pod vedením svého otce i matky a kopírovat obrázky z otcovy sbírky. V roce 1785 se stal žákem Jacquesa Louise Davida, který mu dal dobrý řemeslný základ, naučil ho svému stylu a ovlivnil ho svými náměty, ale Grose vždy zajímala především dynamika vyobrazených postav a barevnost. Pokračoval ve studiu na Královské akademii umění. Po otcově bankrotu a smrti a po svém neúspěchu v soutěži o římské stipendium začal malovat portréty, aby se uživil. S Davidovou pomocí roku 1793 odcestoval na studijní pobyt do Itálie, kde se věnoval zejména studiu benátských mistrů a Petra Pavla Rubense. Od nich převzal kolorit a uvolněný rukopis malby.
V roce 1796 se seznámil s tehdy mladým generálem Napoleonem Bonapartem, namaloval jeho heroický portrét, jak zvedá trikolóru v bitvě o Arcolský most. Napoleon si Grose oblíbil a jmenoval ho dvorním malířem. Gros namaloval na oslavu Napoleona pět monumentálních velkoformátových scén, portrétoval také členy jeho rodiny. Grosovy obrazy byly v tomto vrcholném stylovém období ceněny jako opak tehdy slavného Anna Louise Girodeta, který maloval takřka ledově strnulé, tvarově dokonalé, ale studené akty v Correggiově stylu. Většinou však nedosahoval kvalit slavného klasicistního portrétisty Jeana Augusta Dominiqua Ingrese.
Po návratu vlády Bourbonů se Gros pokusil znovu stát dvorním malířem, když roku 1817 portrétoval Ludvíka XVIII. a roku 1819 namaloval dramatickou scénu Nalodění vévodkyně z Angoulême v Pouillacu, na níž zachytil Marii Terezii Bourbonskou, dceru Ludvíka XVI. a Marie Antoinetty, a ministra de Montmorencyho na útěku před davem revolucionářů. Zůstal však bonapartistou a styl své malby obrátil zpět k Davidově škole klasicismu, v níž vyučoval po odchodu Jeana Louise Davida do exilu.
Svými pozdními obrazy gros zažíval mnohé neúspěchy, i když stále dostával velké zakázky. V letech 1824-1826 namaloval fresku v kupoli Panteonu. Při freskové výzdobě stropů galerie Karla X. v Louvru v letech 1824-1826 se musel vyrovnat s konkurencí J. D. Ingrese a Hoirace Verneta. Triumfy romantiků Théodora Géricaulta a Eugèna Delacroixe v žánru epických scén a jezdeckých portrétů kontrastovaly s úrovní jeho posledních obrazů. Když roku 1835 na Pařížském salónu vystavil obraz Heraklés a Diomeda a sklidil za něj kritiku, znamenalo to jeho definitivní pád.
Gros spáchal sebevraždu skokem do Seiny v roce 1835. V dopise na rozloučenou napsal, že je unaven životem a zrazen posledními zálibami, které jej činily snesitelným, a proto se rozhodl s ním skončit. Zemřel bez dědiců, obrazy z jeho ateliéru byly vzápětí rozprodány a několik jich zůstává nezvěstných.

## Hlavní díla
- Portrét paní Madelaine Pasteurové, 1795-1796
- Napoleon pozvedá trikolóru v bitvě u Arcolského mostu, 1796 (čtyři verze)
- Dobytí Nazaretu 1. dubna 1799, 1801, Musée des beaux Arts, Nantes
- Napoleon jako první konzul, 1801-1802, Muzeum Řádu Čestné legie, Paříž
- Napoleon navštěvuje oběti moru v Jaffě, 1801–1804; Louvre, Paříž
- Svěcení vojenských praporů před katedrálou Notre Dame, 1805; Musée Carnavalet, Paříž
- Bitva u Abúkiru 1. srpna 1798, 1806 (3 verze)
- Napoleon v bitvě u Jílového, 1808
- Napoleon u pyramid, před bitvou u Káhiry roku 1798, 1807; Louvre; (bojoval proti Mamlúkům, které vedl Murad Bej)
- Poručík Charles Legrand, asi 1810
- Apoteóza svaté Jenovéfy, freska v kupoli Panteonu v Paříži, 1811
- Marie Terezie Bourbonská jako francouzská královna, 1816, Versailles
- Ludvík XVIII. jako francouzský král, 1817, zámek Versailles
- Nalodění Marie Terezie Bourbonské, vévodkyně z Angoulême, v Pouillacu, 1819
- Bakchus a Ariadna, 1822, Kanadská národní galerie, Ottawa
- David hraje Saulovi na harfu, 1822
- Héraklés a Diomédes, 1835, muzeum Toulouse